# Brokskriktrast
Brokskriktrast (Turdoides hypoleuca) är en fågel i familjen fnittertrastar inom ordningen tättingar.

## Utseende och läte
Brokskriktrasten är en tydlig tecknad skriktrast med gråbrun ovansida och mestadels vit undersida. Ögat är ljus och varierande gråbrun fläckning syns på kroppsidor och bröst. Lätet är ett nasalt bubblande som vanligen avges i kör från en hel grupp fåglar.

## Utbredning och systematik
Brokskriktrast delas in i två underarter:
- T. h. hypoleuca – förekommer i centrala och södra Kenya och norra Tanzania
- T. h. rufuensis – förekommer i norra och nordöstra Tanzania

## Levnadssätt
Brokskriktrasten hittas i skogslandskap och buskmarker. Den ses nästan alltid i smågrupper som födosöker genom att hoppa fram på marken.

## Status och hot
Arten har ett stort utbredningsområde, men tros minska i antal, dock inte tillräckligt kraftigt för att den ska betraktas som hotad. Internationella naturvårdsunionen IUCN listar arten som livskraftig (LC).